# Bérec
Bérec (lat. crus) je část dolní končetiny mezi kolenním a hlezenním kloubem. Skelet bérce tvoří holenní kost (tibia) a lýtková kost (fibula), přičemž nosnou kostí je kost holenní.

## Svaly bérce
Svaly bérce dělíme do tří skupin: ventrální, laterální a dorsální.

### Ventrální skupina
- přední sval holenní (lat. musculus tibialis anterior)
- dlouhý natahovač prstů (lat. musculus extensor digitorum longus)
- dlouhý natahovač palce (lat. musculus extensor hallucis longus)

### Laterální skupina
- dlouhý sval lýtkový (lat. musculus peroneus longus resp. musculus fibularis longus)
- krátký sval lýtkový (lat. musculus peroneus brevis resp. musculus fibularis brevis)

### Dorsální skupina
- povrchová vrstva
  - trojhlavý sval lýtkový (lat. musculus triceps surae)
  - sval chodidlový (lat. musculus plantaris)
- Hluboká vrstva
  - sval zákolenní (lat. musculus popliteus)
  - zadní sval holenní (lat. musculus tibialis posterior)
  - dlouhý ohýbač prstů (lat. musculus flexor digitorum longus)
  - dlouhý ohýbač palce (lat musculus flexor hallucis longus)